# Brouwerij Meesters
Brouwerij Meesters is een voormalige brouwerij die tot 2002 actief was in de Vlaams-Brabantse gemeente Galmaarden.

## Geschiedenis
De brouwerij was actief van 1993 tot 2002.

## Bieren
- Blesbier III
- Lekker Ding
- Leopold Beer double
- Leopold Beer triple
- Leopold Xmas Beer
- Machels Kerstbolleke
- Machelse tripel
- Meesters bier
- Meesters Bier	dubbel
- Meesters Bier	kerst
- Meesters Bier	tripel
- Meestersbier Haviland
- Opstalse tripel Decenniumbier
- Surprise Dubbel
- Surprise Tripel
- Surprise Trippel